# Élections régionales de 2015 en Aquitaine-Limousin-Poitou-Charentes
Pour un article plus général, voir Élections régionales françaises de 2015.
Les élections régionales de la nouvelle région Aquitaine-Limousin-Poitou-Charentes — devenue Nouvelle-Aquitaine en septembre 2016 — se déroulent les 6 et 13 décembre 2015.

## Mode de scrutin
Le mode de scrutin est fixé par le Code électoral. Les conseillers régionaux sont élus pour six ans : Les conseillers régionaux sont élus au scrutin de liste à deux tours sans adjonction ni suppression de noms et sans modification de l'ordre de présentation. Chaque liste est constituée d'autant de sections qu'il y a de départements dans la région.
Si une liste a recueilli la majorité absolue des suffrages exprimés au premier tour, le quart des sièges lui est attribué. Le reste est réparti à la proportionnelle suivant la règle de la plus forte moyenne. Une liste ayant obtenu moins de 5 % des suffrages exprimés ne peut se voir attribuer un siège. Sinon on procède à un second tour où peuvent se présenter les listes ayant obtenu 10 % des suffrages exprimés. La composition de ces listes peut être modifiée pour comprendre les candidats ayant figuré au premier tour sur d’autres listes, sous réserve que celles-ci aient obtenu au premier tour au moins 5 % des suffrages exprimés et ne se présentent pas au second tour. À l’issue du second tour, les sièges sont répartis de la même façon.
Les sièges étant attribués à chaque liste, on effectue ensuite la répartition entre les sections départementales, au prorata des voix obtenues par la liste dans chaque département. L’article 5 de la loi relative à la délimitation des régions, aux élections régionales et départementales et modifiant le calendrier électoral du 16 janvier 2015 établit à 183 le nombre de conseillers régionaux ; elle distribue le nombre de candidats par section départementale comme suit :
- 13 pour la Charente ;
- 22 pour la Charente-Maritime ;
- 10 pour la Corrèze ;
- 6 pour la Creuse ;
- 15 pour la Dordogne ;
- 48 pour la Gironde ;
- 14 pour les Landes ;
- 12 pour le département de Lot-et-Garonne ;
- 23 pour le Pyrénées-Atlantiques ;
- 14 pour les Deux-Sèvres ;
- 16 pour la Vienne ;
- 14 pour la Haute-Vienne.

Il est à noter que ce nombre de candidats par section départementale intègre deux candidats suppléants (article 3 de la loi du 16 janvier 2016). Ainsi, le nombre exact d'élus par département siégeant au Conseil Régional sera de 11 pour la Charente, 20 pour la Charente-Maritime, 8 pour la Corrèze, 4 pour la Creuse etc.

## Contexte régional

### Résultats des élections de 2010

#### Aquitaine
| Tête de liste Étiquette politique (partis et alliances) | Tête de liste Étiquette politique (partis et alliances)       | Premier tour | Premier tour | Second tour | Second tour | Sièges | Sièges |  |
| Tête de liste Étiquette politique (partis et alliances) | Tête de liste Étiquette politique (partis et alliances)       | Voix         | %            | Voix        | %           | Nombre | %      |  |
| ------------------------------------------------------- | ------------------------------------------------------------- | ------------ | ------------ | ----------- | ----------- | ------ | ------ |  |
|                                                         | Alain Rousset sortant Parti socialiste (PRG - MRC)            | 406 871      | 37,63        | 643 763     | 56,33       | 58     | 68,24  |  |
|                                                         | Monique de Marco Europe Écologie                              | 105 405      | 9,75         | 643 763     | 56,33       | 58     | 68,24  |  |
|                                                         | Gérard Boulanger Front de gauche (M'PEP)                      | 64 370       | 5,95         | 643 763     | 56,33       | 58     | 68,24  |  |
|                                                         | Xavier Darcos Majorité présidentielle (UMP - NC - MPF - CPNT) | 238 367      | 22,05        | 320 137     | 28,01       | 17     | 20,00  |  |
|                                                         | Jean Lassalle Mouvement démocrate                             | 112 737      | 10,43        | 178 858     | 15,65       | 10     | 11,76  |  |
|                                                         | Jacques Colombier Front national                              | 89 378       | 8,27         |             |             |        |        |  |
|                                                         | Philippe Poutou Nouveau parti anticapitaliste                 | 27 290       | 2,52         |             |             |        |        |  |
|                                                         | Michel Chrétien Divers écologiste (AÉI)                       | 20 952       | 1,94         |             |             |        |        |  |
|                                                         | Nelly Malaty Lutte ouvrière                                   | 8 519        | 0,79         |             |             |        |        |  |
|                                                         | Jean Tellechea Régionaliste (Parti nationaliste basque)       | 7 086        | 0,66         |             |             |        |        |  |
|                                                         | Xavier-Philippe Larralde Régionaliste (Euskal Herria Bai)     | 221          | 0,02         |             |             |        |        |  |
|                                                         |                                                               |              |              |             |             |        |        |  |
| Inscrits                                                | Inscrits                                                      | 2 280 386    | 100,00       | 2 280 179   | 100,00      |        |        |  |
| Abstentions                                             | Abstentions                                                   | 1 150 299    | 50,44        | 1 073 680   | 47,09       |        |        |  |
| Votants                                                 | Votants                                                       | 1 130 087    | 49,56        | 1 206 499   | 52,91       |        |        |  |
| Blancs et nuls                                          | Blancs et nuls                                                | 48 891       | 4,33         | 63 741      | 5,28        |        |        |  |
| Exprimés                                                | Exprimés                                                      | 1 081 196    | 95,67        | 1 142 758   | 94,72       |        |        |  |

#### Limousin
| Tête de liste  | Tête de liste           | Liste                              | Premier tour | Premier tour | Second tour | Second tour | Sièges | Sièges |
| Tête de liste  | Tête de liste           | Liste                              | #            | %            | #           | %           | #      | %      |
| -------------- | ----------------------- | ---------------------------------- | ------------ | ------------ | ----------- | ----------- | ------ | ------ |
|                | Jean-Paul Denanot*      | PS - PRG - MRC                     | 106 203      | 38,05        | 140 826     | 47,95       | 27     | 62,79  |
|                | Ghislaine Jeannot-Pagès | EÉ                                 | 27 178       | 9,74         | 140 826     | 47,95       | 27     | 62,79  |
|                | Raymond Archer          | Majorité présidentielle            | 67 427       | 24,16        | 96 788      | 32,95       | 10     | 23,26  |
|                | Christian Audouin       | FG - NPA - Alternatifs - FASE - OC | 36 634       | 13,13        | 56 092      | 19,10       | 6      | 13,95  |
|                | Nicole Daccord-Gauthier | FN                                 | 21 648       | 7,76         |             |             |        |        |
|                | Jean-Jacques Bélézy     | MoDem                              | 9 950        | 3,57         |             |             |        |        |
|                | Jean-Louis Ranc         | AEI                                | 5 681        | 2,04         |             |             |        |        |
|                | Elizabeth Faucon        | LO                                 | 4 366        | 1,56         |             |             |        |        |
|                |                         |                                    |              |              |             |             |        |        |
| Inscrits       | Inscrits                | Inscrits                           | 548 016      | 100,00       | 547 814     | 100,00      |        |        |
| Abstentions    | Abstentions             | Abstentions                        | 253 238      | 46,21        | 234 301     | 42,77       |        |        |
| Votants        | Votants                 | Votants                            | 294 778      | 53,79        | 313 513     | 57,23       |        |        |
| Blancs et nuls | Blancs et nuls          | Blancs et nuls                     | 15 691       | 5,32         | 19 807      | 6,32        |        |        |
| Exprimés       | Exprimés                | Exprimés                           | 279 087      | 94,68        | 293 706     | 93,68       |        |        |

* liste du président sortant

#### Poitou-Charentes
| Tête de liste  | Tête de liste                    | Liste                    | Premier tour | Premier tour | Second tour | Second tour | Sièges | Sièges |
| Tête de liste  | Tête de liste                    | Liste                    | #            | %            | #           | %           | #      | %      |
| -------------- | -------------------------------- | ------------------------ | ------------ | ------------ | ----------- | ----------- | ------ | ------ |
|                | Ségolène Royal*                  | PS - PRG - MRC           | 240 885      | 38,98        | 392 291     | 60,61       | 39     | 70,91  |
|                | Françoise Coutant                | EÉ                       | 73 644       | 11,92        | 392 291     | 60,61       | 39     | 70,91  |
|                | Dominique Bussereau              | Majorité présidentielle  | 182 011      | 29,45        | 254 957     | 39,39       | 16     | 29,09  |
|                | Jean-Marc de Lacoste-Lareymondie | FN                       | 47 728       | 7,72         |             |             |        |        |
|                | Gisèle Jean                      | FG - PCOF - M'PEP        | 28 801       | 4,66         |             |             |        |        |
|                | Pascal Monier                    | MoDem - AEI              | 26 980       | 4,37         |             |             |        |        |
|                | Myriam Rossignol                 | NPA - Alternatifs - FASE | 11 431       | 1,85         |             |             |        |        |
|                | Ludovic Gaillard                 | LO                       | 6 450        | 1,04         |             |             |        |        |
|                |                                  |                          |              |              |             |             |        |        |
| Inscrits       | Inscrits                         | Inscrits                 | 1 284 492    | 100,00       | 1 284 403   | 100,00      |        |        |
| Abstentions    | Abstentions                      | Abstentions              | 641 143      | 49,91        | 597 907     | 46,55       |        |        |
| Votants        | Votants                          | Votants                  | 643 349      | 50,09        | 686 496     | 53,45       |        |        |
| Blancs et nuls | Blancs et nuls                   | Blancs et nuls           | 25 419       | 3,95         | 39 248      | 5,72        |        |        |
| Exprimés       | Exprimés                         | Exprimés                 | 617 930      | 96,05        | 647 248     | 94,28       |        |        |

* liste du président sortant

### Assemblées régionales sortantes
| Département                 | NPA | FdG PCF, PG, ex-ND et apparentés | La Vague Citoyenne | EÉLV | PS MRC, DVG et apparentés | PRG | UDE | MoDem | UDI | LR, DVD et apparentés | CPNT | Total |
| --------------------------- | --- | -------------------------------- | ------------------ | ---- | ------------------------- | --- | --- | ----- | --- | --------------------- | ---- | ----- |
| Département                 |     |                                  |                    |      |                           |     |     |       |     |                       |      |       |
| Charente                    | 0   | 0                                | 1                  | 2    | 4                         | 1   | 0   | 0     | 2   | 1                     | 0    | 11    |
| Charente-Maritime           | 0   | 0                                | 0                  | 3    | 8                         | 2   | 0   | 0     | 1   | 4                     | 1    | 19    |
| Corrèze                     | 1   | 1                                | 0                  | 1    | 8                         | 0   | 0   | 0     | 0   | 4                     | 0    | 15    |
| Creuse                      | 0   | 1                                | 0                  | 1    | 2                         | 0   | 0   | 0     | 0   | 2                     | 0    | 6     |
| Dordogne                    | 0   | 1                                | 0                  | 1    | 7                         | 0   | 0   | 1     | 0   | 3                     | 0    | 13    |
| Gironde                     | 0   | 2                                | 1                  | 2    | 19                        | 1   | 0   | 3     | 2   | 6                     | 0    | 36    |
| Landes                      | 0   | 0                                | 0                  | 0    | 8                         | 0   | 0   | 1     | 0   | 2                     | 0    | 11    |
| Lot-et-Garonne              | 0   | 1                                | 0                  | 2    | 2                         | 1   | 0   | 0     | 0   | 2                     | 0    | 8     |
| Pyrénées-Atlantiques        | 0   | 0                                | 0                  | 2    | 9                         | 0   | 0   | 3     | 0   | 2                     | 1    | 17    |
| Deux-Sèvres                 | 0   | 0                                | 0                  | 2    | 7                         | 0   | 0   | 0     | 1   | 2                     | 0    | 12    |
| Vienne                      | 0   | 0                                | 0                  | 2    | 6                         | 0   | 1   | 0     | 1   | 3                     | 0    | 13    |
| Haute-Vienne                | 1   | 3                                | 0                  | 3    | 8                         | 0   | 1   | 0     | 0   | 4                     | 0    | 20    |
| Nombre total de conseillers | 2   | 9                                | 2                  | 21   | 88                        | 5   | 2   | 8     | 7   | 35                    | 2    | 181   |

Le FN ne compte aucun élu sortant puisqu'il n'avait pas réussi à se qualifier au second tour des élections de 2010 dans ces trois régions.

## Candidats

### Têtes de liste départementales
| Listes | Listes                                     | Dordogne              | Gironde               | Landes                        | Lot-et-Garonne            | Pyrénées-Atlantiques      | Corrèze               | Creuse                 | Haute-Vienne                  | Charente              | Charente-Maritime                | Deux-Sèvres                | Vienne                  |
| ------ | ------------------------------------------ | --------------------- | --------------------- | ----------------------------- | ------------------------- | ------------------------- | --------------------- | ---------------------- | ----------------------------- | --------------------- | -------------------------------- | -------------------------- | ----------------------- |
|        | Liste Virginie Calmels (LR - UDI - MoDem)  | Antoine Audi (LR)     | Virginie Calmels (LR) | Pascale Requenna (MoDem)      | Marie Costes (LR)         | Monique Sémavoine (MoDem) | Françoise Béziat (LR) | Victor Cyril (LR)      | Guillaume Guérin (LR)         | Xavier Bonnefont (LR) | Hervé Blanché (LR)               | Christelle Chassagne (UDI) | Olivier Chartier (LR)   |
|        | Liste Jacques Colombier (FN)               | Robert Dubois         | Jacques Colombier     | Christian Houdet              | Étienne Bousquet Cassagne | Jean-Michel Iratchet      | Agnès Tarraso         | Martial Maume          | Vincent Gérard                | Jean-Paul Berroyer    | Jean-Marc de Lacoste Lareymondie | Jean-Romée Charbonneau     | Alain Verdin            |
|        | Liste Françoise Coutant (EÉLV)             | Lionel Frel           | Nicolas Thierry       | Laurence Motoman              | Maryse Combres            | Alice Leiciagueçahar      | Mümine Özsoy          | Jérôme Orvain          | Jean-Louis Pagès              | Françoise Coutant     | Stéphane Trifiletti              | Nicolas Gamache            | Léonore Moncond'huy     |
|        | Liste Olivier Dartigolles (FDG)            | Laurent Perea         | Vincent Maurin        | Alain Baché                   | José Gonzalez             | Isabelle Larrouy          | Christian Audouin     | Laurence Pache         | Pascale Rome                  | Christophe Mauvillain | Brahim Jlalji                    | Isabelle Godeau            | Myriam Rossignol        |
|        | Liste William Douet (UPR)                  | Cécile Butet Jany     | Benoît Lamothe        | Antoine da Costa              | Muriel Duhil              | Romain Doimo              | Julien Magne          | Philippe Gombert       | Eva Szustakiewicz-Di Battista | Guillaume Serrano     | Jean-Philippe Alix               | Joseph Abi Nader           | Sascha-Lou Rey Capdepon |
|        | Liste Guillaume Perchet (LO)               | Anne-Isabelle Brivery | Fanny Quandalle       | Guy Dupont                    | Jean-Philippe Delcamp     | Mohamed El Marbati        | Marie-Thérèse Coinaud | Jean-Jacques Lacarrère | Elisabeth Faucon              | Olivier Nicolas       | Antoine Colin                    | Ludovic Szotowski          | Ludovic Gaillard        |
|        | Liste Nicolas Pereira (ND)                 | Patrick Dumas         | Johnny Hardy          | Rémi Backès                   | Jacques Bozétie           | Frédéric Pic              | Jean-Claude Simiot    | Yoanna Léon            | Jean Le Goff                  | Sophie Jarry          | Élisabeth Lacote                 | Alain Morisseau            | Amandine Brugière       |
|        | Liste Alain Rousset (PS - PRG)             | Pascal Deguilhem      | Alain Rousset         | Renaud Lagrave                | Matthias Fekl             | Bernard Uthurry           | Philippe Nauche       | Eric Correia           | Gérard Vandenbroucke          | Jean-François Dauré   | Gérard Blanchard                 | Nathalie Lanzi             | Jean-François Macaire   |
|        | Liste Yvon Setze (DLF)                     | Pascal Billat         | Tony Lambert          | Marie Pilar Losada-Lemarchand | Yvon Setze                | Pascal Lesellier          | Jean Pierre Faurie    | Damien Demarigny       | Philippe Germain              | Dominique De Lorgeril | Stéphane Loth                    | Carl Gendreau              | Guillaume Verdier       |
|        | Liste Joseph Boussion (La Vague Citoyenne) | Brigitte Maton        | Marie Bové            | Laura Azzouzi                 | François Gibert           | David Grosclaude          | Alain Gillie          | Pierre-Emile Aèck      | Michel Aucouturier            | Marie-Line Ramackers  | Nicolas Mayer                    | Michel Faure               | Guy Eyermann            |

### Partis présentant des candidats

#### Nouvelle Donne (ND)
Le 17 octobre 2015 à Bordeaux, les comités régionaux Nouvelle Donne des trois anciennes régions, réunis à Bordeaux, ont acté la volonté des adhérents de participer au scrutin, à la suite d'une consultation directe. La tête de liste a été confiée à Nicolas Pereira, 24 ans, salarié au sein d'une jeune entreprise bordelaise innovante et spécialisée dans l'éclairage public alimenté par l'énergie solaire. Cette tête de liste a été désignée par un jury d'adhérents tirés au sort, une pratique créée par Nouvelle Donne à l'occasion des élections européennes de 2014.
Les têtes de liste départementales sont :
- Dordogne : Patrick Dumas
- Gironde : Johnny Hardy
- Landes : Rémi Backès
- Lot-et-Garonne : Jacques Bozétie
- Pyrénées-Atlantiques : Frédéric Pic
- Corrèze : Jean-Claude Simiot
- Creuse : Yoanna Léon
- Haute-Vienne : Jean Le Goff
- Charente : Sophie Jarry
- Charente-Maritime : Élisabeth Lacote
- Deux-Sèvres : Alain Morisseau
- Vienne : Amandine Brugière

#### Parti socialiste (PS - PRG)
Alain Rousset, président du conseil régional d'Aquitaine, est la tête de liste du Parti socialiste.
Alain Rousset, élu en février 2015 par les militants, l'a emporté sur Jean-François Macaire, président du conseil régional de Poitou-Charentes, et sur deux autres adhérents socialistes peu connus, Safiatou Faure et Marc Jutier. Gérard Vandenbroucke, président du conseil régional du Limousin, avait initialement renoncé à se porter candidat.
| Candidats      | Candidats             | Premier tour | Premier tour        |
| Candidats      | Candidats             | Voix         | %                   |
| -------------- | --------------------- | ------------ | ------------------- |
|                | Alain Rousset         | 5 670        | 75,68 %             |
|                | Jean-François Macaire | 1 511        | 20,17 %             |
|                | Safiatou Faure        | 127          | 1,69 %              |
|                | Marc Jutier           | 80           | 1,06 %              |
|                |                       |              |                     |
| Inscrits       | Inscrits              | 18 184       | 100                 |
| Participation  | Participation         | 7 492        | 41,20               |
| Abstention     | Abstention            | 10 692       | 58,80               |
| Exprimés       | Exprimés              | 18 080       | 99,43 (des votants) |
| Blancs et Nuls | Blancs et Nuls        | 104          | 0,57 (des votants)  |

Les têtes de liste départementales sont :
- Dordogne : Pascal Deguilhem
- Gironde : Alain Rousset
- Landes : Renaud Lagrave
- Lot-et-Garonne : Matthias Fekl
- Pyrénées-Atlantiques : Bernard Uthurry
- Corrèze : Philippe Nauche
- Creuse : Eric Correia
- Haute-Vienne : Gérard Vandenbroucke
- Charente-Maritime : Gérard Blanchard
- Deux-Sèvres : Nathalie Lanzi
- Vienne : Jean-François Macaire

#### Union de la droite et du centre (Les Républicains - UDI - MoDem - CPNT)
Virginie Calmels, première adjointe au maire de Bordeaux est la tête de liste pour la liste d'union de la droite et du centre.
Pour Les Républicains, Dominique Bussereau, député et président du conseil départemental de la Charente-Maritime, et Antoine Audi, maire de Périgueux, étaient également pressentis.
L'UDI a désigné Jean-Marc Gabouty, sénateur de la Haute-Vienne, afin de « conduire les négociations » concernant la constitution des listes, aux côtés de Jean Dionis du Séjour, Maire d’Agen, Nathalie Delattre, Maire-Adjointe de Bordeaux et Jérôme Baloge, Maire de Niort.
Le MoDem avait proposé Jean Lassalle, député des Pyrénées-Atlantiques. Le 29 mai 2015, avant une rencontre avec Alain Juppé et Virginie Calmels, il indique que le MoDem pourrait mener une liste indépendante s'il n'est pas bien représenté sur les listes d'union de la droite et du centre, et si ses propositions ne sont pas écoutées. Cependant, des alliances se sont faites, les Landes et les Pyrénées-Atlantiques auront des têtes de liste départementales MoDem.
Les têtes de liste départementales sont :
- Dordogne : Antoine Audi (LR)
- Gironde : Virginie Calmels (LR)
- Landes : Pascale Requenna (MoDem)
- Lot-et-Garonne : Marie Costes (LR)
- Pyrénées-Atlantiques : Monique Sémavoine (MoDem)
- Corrèze : Françoise Béziat (LR)
- Creuse : Victor Cyril (LR)
- Haute-Vienne : Guillaume Guérin (LR)
- Charente : Xavier Bonnefont (LR)
- Charente-Maritime : Hervé Blanché (LR)
- Deux-Sèvres : Christelle Chassagne (UDI)
- Vienne : Olivier Chartier (LR)

#### Front de gauche (FdG)
Olivier Dartigolles, porte-parole du PCF, conseiller municipal et communautaire de la ville de Pau, est désigné tête de la liste Front de gauche « L'HUMAIN D'ABORD ».
Les têtes de liste départementales sont :
- Dordogne : Laurent Perea
- Gironde : Vincent Maurin
- Landes : Alain Baché
- Lot-et-Garonne : José Gonzalez
- Pyrénées-Atlantiques : Isabelle Larrouy
- Corrèze : Christian Audouin
- Creuse : Laurence Pache
- Haute-Vienne : Pascale Rome
- Charente : Christophe Mauvillain[36]
- Charente-Maritime : Brahim Jlalji
- Vienne : Myriam Rossignol
- Deux Sèvres: Isabelle Godeau

Le MRC soutient cette liste, où figurent cinq candidats issus de leur parti.

#### Union populaire républicaine (UPR)
William Douet a été désigné chef de file de l'Union populaire républicaine.
Les têtes de liste départementales sont :
- Dordogne : Cécile Butet Jany
- Gironde : Benoît Lamothe
- Landes : Antoine da Costa
- Lot-et-Garonne : Muriel Duhil
- Pyrénées-Atlantiques : Romain Doimo
- Corrèze : Julien Magne
- Creuse : Philippe Gombert
- Haute-Vienne : Eva Szustakiewicz-Di Battista
- Charente : Guillaume Serrano
- Charente-Maritime : Jean-Philippe Alix
- Deux-Sèvres : Joseph Abi Nader
- Vienne : Sascha-Lou Rey Capdepon

#### La vague citoyenne / Faisons ensemble
Le 20 octobre, le mouvement « la vague citoyenne » s'est lancé dans la course des régionales. Elle annonce que son nom de liste sera « Faisons ensemble ». Cette liste est conduite par Joseph Boussion (ancien de Nouvelle Donne), et qu'elle sera animée avec Marie Bové (ancienne EELV). La liste intégrale devait être présentée avant fin octobre.
Les têtes de liste départementales sont:
- Dordogne : Brigitte Maton
- Gironde : Marie Bové
- Landes : Laura Azzouzi
- Lot-et-Garonne : François Gibert
- Pyrénées-Atlantiques : David Grosclaude
- Corrèze : : Alain Gillie
- Creuse : Pierre-Emile Aèck
- Haute-Vienne : Michel Aucouturier
- Charente : Marie-Line Ramackers
- Charente-Maritime : Nicolas Mayer
- Deux-Sèvres :Michel Faure
- Vienne : Guy Eyermann

#### Europe Écologie Les Verts (EELV)
Françoise Coutant est la tête de liste d'EELV.
La tête de liste est désignée en interne, les 11 (premier tour) et 23 avril (second tour,). Les adhérents choisissent un homme et une femme, puis le conseil national choisi la tête de liste pour préserver la parité. Lors du 2d tour, Françoise Coutant arrive en tête dans le collège des femmes, avec Nicolas Thierry chez les hommes.
| Candidats     | Candidats         | Premier tour | Premier tour        | Second tour | Second tour |
| Candidats     | Candidats         | Voix         | %                   | Voix        | %           |
| ------------- | ----------------- | ------------ | ------------------- | ----------- | ----------- |
|               | Françoise Coutant | 191          | 48,6                |             | 58,66       |
|               | Martine Alcorta   | 133          | 33,84               |             |             |
|               | Marie Bové        | 62           | 15,78               |             |             |
|               | Bulletins blancs  | 7            | 1,78                |             |             |
|               |                   |              |                     |             |             |
| Inscrits      | Inscrits          | 593          | 100                 |             | 100         |
| Participation | Participation     | 394          | 66,44               | 406         |             |
| Abstention    | Abstention        | 199          | 33,56               |             |             |
| Exprimés      | Exprimés          | 392          | 99,49 (des votants) |             |             |
| Nuls          | Nuls              | 2            | 0,51 (des votants)  |             |             |

| Candidats     | Candidats         | Premier tour | Premier tour        | Second tour | Second tour |
| Candidats     | Candidats         | Voix         | %                   | Voix        | %           |
| ------------- | ----------------- | ------------ | ------------------- | ----------- | ----------- |
|               | Nicolas Thierry   | 167          | 42,49               |             | 52,48       |
|               | Frédéric Woringer | 76           | 19,34               |             |             |
|               | Alexandre Marsat  | 71           | 18,07               |             |             |
|               | Pascal Bourgois   | 62           | 15,78               |             |             |
|               | Bulletins blancs  | 17           | 4,33                |             |             |
|               |                   |              |                     |             |             |
| Inscrits      | Inscrits          | 593          | 100                 |             | 100         |
| Participation | Participation     | 394          | 66,44               | 406         |             |
| Abstention    | Abstention        | 199          | 33,56               |             |             |
| Exprimés      | Exprimés          | 392          | 99,49 (des votants) |             |             |
| Nuls          | Nuls              | 2            | 0,51 (des votants)  |             |             |

Marie Bové, qui avait mené la liste écologiste en 2010 dans la région Aquitaine, a indiqué qu'elle pourrait conduire sa propre liste, à la suite du choix des militants favorable à Françoise Coutant, au détriment de sa candidature. Elle annonce par la suite qu'elle anime la liste « La vague citoyenne », menée par Joseph Boussion (ancien Nouvelle Donne).
Les têtes de liste départementales sont :
- Dordogne : Lionel Frel
- Gironde : Nicolas Thierry
- Landes : Laurence Motoman
- Lot-et-Garonne : Maryse Combres
- Pyrénées-Atlantiques : Alcie Leiciagueçahar
- Corrèze : Mümimne Özsoy
- Creuse : Jérôme Orvain
- Haute-Vienne : Jean-Louis Pagès
- Charente : Françoise Coutant
- Charente-Maritime : Stéphane Trifiletti
- Deux-Sèvres : Nicolas Gamache
- Vienne : Léonore Moncond'huy

#### Front national (FN)
Le FN ne compte aucun élu sortant puisqu'il n'avait pas réussi à se qualifier au second tour des élections de 2010 dans ces trois régions.
Jacques Colombier est la tête de liste du Front national pour cette région.
Jacques Colombier était opposé à un jeune candidat, Étienne Bousquet-Cassagne. Il est conseiller municipal et métropolitain de Bordeaux et ancien conseiller régional de 1986 à 2010. Jacques Colombier s'est présenté sur le canton de Bordeaux-5 lors des élections départementales 2015. Son binôme n'accède pas au second tour mais obtient 1 541 voix soit 13,07%.
Les têtes de liste départementales sont :
- Dordogne : Robert Dubois
- Gironde : Jacques Colombier
- Landes : Christian Houdet
- Lot-et-Garonne : Étienne Bousquet-Cassagne
- Pyrénées-Atlantiques : Jean-Michel Iratchet
- Corrèze : Agnès Tarraso
- Creuse : Martial Maume
- Haute-Vienne : Vincent Gérard
- Charente : Jean-Paul Berroyer
- Charente-Maritime : Jean-Marc de Lacoste Lareymondie
- Deux-Sèvres : Jean-Romée Charbonneau
- Vienne : Alain Verdin

#### Debout la France (DLF)
Yvon Setze a été nommé pour être tête de liste le 25 septembre. Samuel Morillon, directeur de la stratégie et du développement économique d'une grande entreprise, avait d'abord été nommé, mais il a dû renoncer pour des raisons personnelles.
Les têtes de liste départementales sont :
- Dordogne : Pascal Billat
- Gironde : Tony Lambert
- Landes : Marie Pilar Losada-Lemarchand
- Lot et Garonne : Yvon Setze
- Pyrénées-Atlantiques : Pascal Lesellier
- Corrèze : Jean Pierre Faurie
- Creuse : Damien Demarigny
- Haute-Vienne : Philippe Germain
- Charente : Dominique De Lorgeril
- Charente-maritime : Stéphane Loth
- Deux-sèvres : Carl Gendreau
- Vienne : Guillaume Verdier

#### Lutte ouvrière (LO)
Guillaume Perchet a été désigné candidat de Lutte ouvrière.
Les têtes de liste départementales sont :
- Dordogne : Anne-Isabelle Brivery
- Gironde : Fanny Quandalle
- Landes : Guy Dupont
- Lot-et-Garonne : Jean-Philippe Delcamp
- Pyrénées-Atlantiques : Mohamed El Marbati
- Corrèze : Marie-Thérèse Coinaud
- Creuse : Jean-Jacques Lacarrère
- Haute-Vienne : Elisabeth Faucon
- Charente : Olivier Nicolas
- Charente-Maritime : Antoine Colin
- Deux-Sèvres : Ludovic Szotowski
- Vienne : Ludovic Gaillard

### Partis ne présentant pas de candidats

#### Parti fédéraliste européen (PFE)
José Manuel Boudey avait annoncé mener la liste du PFE,.
Les têtes de liste départementales devaient être :
- Gironde : José Manuel Boudey
- Landes : André Rossard
- Corrèze : Romuald Knobelspiess
- Charente-Maritime : Guillaume Fontanié

Au terme du dépôt en préfecture le 9 novembre, la liste n'a pas été présentée.

#### Nouveau Parti anticapitaliste (NPA)
Contrairement aux élections régionales précédentes, le NPA décide de ne pas présenter de candidats pour ces élections. Olivier Besancenot évoque notamment le fait que le parti n'en a pas les moyens.
Il appelle à voter pour la liste soutenue par Lutte ouvrière.

## Sondages
Avertissement : Les résultats des intentions de vote ne sont que la mesure actuelle des rapports de forces politiques. Ils ne sont en aucun cas prédictifs du résultat des prochaines élections.
La marge d'erreur de ces sondages est de 4,5 % pour 500 personnes interrogées, 3,2 % pour 1000, 2,2 % pour 2000 et 1,6 % pour 4000.

### Premier tour
Pour des raisons techniques, il est temporairement impossible d'afficher le graphique qui aurait dû être présenté ici.

| Institut | Date                   | Échantillon | Guillaume Perchet (LO) | Olivier Dartigolles (FG) | Nicolas Pereira (ND) | Joseph Boussion (Faisons ensemble) | Françoise Coutant (EÉLV) | Alain Rousset (PS et PRG) | Virginie Calmels (LR, UDI, MoDem et CPNT) | Yvon Setze (DLF) | Jacques Colombier (FN) | William Douet (UPR) | Autres |
| -------- | ---------------------- | ----------- | ---------------------- | ------------------------ | -------------------- | ---------------------------------- | ------------------------ | ------------------------- | ----------------------------------------- | ---------------- | ---------------------- | ------------------- | ------ |
| Institut | Date                   | Échantillon |                        |                          |                      |                                    |                          |                           |                                           |                  |                        |                     |        |
| Ifop     | 5 au 6 juin 2015       | 1 303       | 2 % avec (NPA)         | 8 %                      | -                    | -                                  | 9 %                      | 30 %                      | 29 %                                      | 2 %              | 19 %                   | -                   | 1 %    |
| BVA      | 6 au 15 octobre 2015   | 1 200       | 1 %                    | 5 %                      | -                    | -                                  | 5 %                      | 36 %                      | 30 %                                      | 2 %              | 20 %                   | -                   | 1 %    |
| Ifop     | 20 au 24 novembre 2015 | 901         | 0,5 %                  | 6,5 %                    | 2 %                  | 1,5 %                              | 6 %                      | 28 %                      | 28 %                                      | 2 %              | 25 %                   | 0,5 %               | -      |
| BVA      | 17 au 23 novembre 2015 | 1 212       | 1 %                    | 7 %                      | 3 %                  | 0,5 %                              | 6 %                      | 26 %                      | 32 %                                      | 1,5 %            | 22 %                   | 1 %                 | -      |
| Ipsos    | 20 au 29 novembre 2015 | 23 061      | 1 %                    | 7 %                      | 1 %                  | 0,5 %                              | 5 %                      | 27 %                      | 29 %                                      | 2,5 %            | 26 %                   | 1 %                 | -      |

### Second tour
| Institut | Date                   | Échantillon | Alain Rousset (PS, FG, EÉLV et PRG) | Virginie Calmels (LR, UDI, MoDem et CPNT) | Jacques Colombier (FN) |
| -------- | ---------------------- | ----------- | ----------------------------------- | ----------------------------------------- | ---------------------- |
| Institut | Date                   | Échantillon |                                     |                                           |                        |
| Ifop     | 5 au 6 juin 2015       | 1 303       | 49 %                                | 33 %                                      | 18 %                   |
| BVA      | 6 au 15 octobre 2015   | 1 200       | 46 %                                | 33 %                                      | 21 %                   |
| Ifop     | 20 au 24 novembre 2015 | 901         | 39 %                                | 35 %                                      | 26 %                   |
| BVA      | 17 au 23 novembre 2015 | 1 212       | 39 %                                | 37 %                                      | 24 %                   |
| Ipsos    | 20 au 29 novembre 2015 | 23 061      | 39 %                                | 35 %                                      | 26 %                   |

## Résultats

### Au niveau régional
|                          |                          |                          |              |              |             |               |        |               |  |  |  |  |  |  |
| Tête de liste            | Tête de liste            | Liste                    | Premier tour | Premier tour | Second tour | Second tour   | Sièges | +/-           |  |  |  |  |  |  |
| Tête de liste            | Tête de liste            | Liste                    | Voix         | %            | Voix        | %             | Sièges | +/-           |  |  |  |  |  |  |
|                          | Alain Rousset            | PS - PRG                 | 628 667      | 30,39        | 1 037 371   | 44,27         | 107    | 17            |  |  |  |  |  |  |
|                          | Françoise Coutant        | EELV                     | 115 782      | 5,60         | 1 037 371   | 44,27         | 107    | 17            |  |  |  |  |  |  |
|                          | Virginie Calmels         | LR - UDI - MoDem - CPNT  | 562 500      | 27,19        | 798 138     | 34,06         | 47     | 6             |  |  |  |  |  |  |
|                          | Jacques Colombier        | FN                       | 480 621      | 23,23        | 507 789     | 21,67         | 29     | 29            |  |  |  |  |  |  |
|                          | Olivier Dartigolles      | FG - MRC - ADS,          | 100 380      | 4,85         |             |               | 0      | 6             |  |  |  |  |  |  |
|                          | Yvon Setze               | DLF                      | 69 276       | 3,35         | 0           | en stagnation |        |               |  |  |  |  |  |  |
|                          | Joseph Boussion          | DVG                      | 38 315       | 1,85         | 0           | en stagnation |        |               |  |  |  |  |  |  |
|                          | Guillaume Perchet        | LO                       | 29 206       | 1,41         | 0           | en stagnation |        |               |  |  |  |  |  |  |
|                          | Nicolas Pereira          | ND                       | 24 964       | 1,21         | 0           | en stagnation |        |               |  |  |  |  |  |  |
|                          | William Douet            | UPR                      | 19 050       | 0,92         | 0           | en stagnation |        |               |  |  |  |  |  |  |
|                          |                          |                          |              |              |             |               |        |               |  |  |  |  |  |  |
| Suffrages exprimés       | Suffrages exprimés       | Suffrages exprimés       | 2 068 761    | 95,08        | 2 343 298   | 95,01         |        |               |  |  |  |  |  |  |
| Votes blancs             | Votes blancs             | Votes blancs             | 57 889       | 2,66         | 63 234      | 2,56          |        |               |  |  |  |  |  |  |
| Votes nuls               | Votes nuls               | Votes nuls               | 49 208       | 2,26         | 59 844      | 2,43          |        |               |  |  |  |  |  |  |
| Total                    | Total                    | Total                    | 2 175 858    | 100          | 2 466 376   | 100           | 183    | en stagnation |  |  |  |  |  |  |
| Abstentions              | Abstentions              | Abstentions              | 2 093 075    | 49,03        | 1 802 396   | 42,22         |        |               |  |  |  |  |  |  |
| Inscrits / Participation | Inscrits / Participation | Inscrits / Participation | 4 268 933    | 50,97        | 4 268 772   | 57,78         |        |               |  |  |  |  |  |  |

### Au niveau départemental

#### Charente
| Tête de liste | Tête de liste         | Liste              | Premier tour | Premier tour | Second tour | Second tour | Sièges | Sièges |
| Tête de liste | Tête de liste         | Liste              | #            | %            | #           | %           | #      | %      |
| ------------- | --------------------- | ------------------ | ------------ | ------------ | ----------- | ----------- | ------ | ------ |
|               | Jean-François Dauré*  | PS - PRG           | 31 961       | 26,70        | 56 808      | 41,17       | 6      | 54,55  |
|               | Françoise Coutant     | EÉLV               | 7 793        | 6,51         | 56 808      | 41,17       | 6      | 54,55  |
|               | Xavier Bonnefont      | LR - UDI - MoDem   | 33 452       | 27,94        | 47 768      | 34,61       | 3      | 27,27  |
|               | Jean-Paul Berroyer    | FN                 | 30 107       | 25,15        | 33 424      | 24,22       | 2      | 18,18  |
|               | Christophe Mauvillain | FG                 | 5 975        | 4,99         |             |             |        |        |
|               | Dominique De Lorgeril | DLF                | 4 423        | 3,69         |             |             |        |        |
|               | Olivier Nicolas       | LO                 | 1 992        | 1,66         |             |             |        |        |
|               | Marie-Line Ramackers  | La Vague Citoyenne | 1 835        | 1,53         |             |             |        |        |
|               | Sophie Jarry          | ND                 | 1 144        | 0,96         |             |             |        |        |
|               | Guillaume Serrano     | UPR                | 1 034        | 0,86         |             |             |        |        |
|               |                       |                    |              |              |             |             |        |        |
| Inscrits      | Inscrits              | Inscrits           | 260 342      |              | 260 379     |             |        |        |
| Abstentions   | Abstentions           | Abstentions        | 133 630      | 51,33        | 115 103     | 44,21       |        |        |
| Votants       | Votants               | Votants            | 126 712      | 48,67        | 145 276     | 55,79       |        |        |
| Blancs        | Blancs                | Blancs             | 3 650        | 1,40         | 3 604       | 1,38        |        |        |
| Nuls          | Nuls                  | Nuls               | 3 346        | 1,29         | 3 672       | 1,41        |        |        |
| Exprimés      | Exprimés              | Exprimés           | 119 716      | 45,98        | 138 000     | 53,00       |        |        |

* liste du président sortant

#### Charente-Maritime
| Tête de liste | Tête de liste                    | Liste              | Premier tour | Premier tour | Second tour | Second tour | Sièges | Sièges |
| Tête de liste | Tête de liste                    | Liste              | #            | %            | #           | %           | #      | %      |
| ------------- | -------------------------------- | ------------------ | ------------ | ------------ | ----------- | ----------- | ------ | ------ |
|               | Gérard Blanchard*                | PS - PRG           | 55 923       | 24,67        | 99 614      | 38,18       | 10     | 50,00  |
|               | Stéphane Trifiletti              | EÉLV               | 14 165       | 6,25         | 99 614      | 38,18       | 10     | 50,00  |
|               | Hervé Blanché                    | LR - UDI - MoDem   | 65 180       | 28,75        | 94 949      | 36,39       | 6      | 30,00  |
|               | Jean-Marc de Lacoste Lareymondie | FN                 | 61 410       | 27,09        | 66 367      | 25,43       | 4      | 20,00  |
|               | Stéphane Loth                    | DLF                | 9 370        | 4,13         |             |             |        |        |
|               | Brahim Jlalji                    | FG                 | 8 222        | 3,63         |             |             |        |        |
|               | Nicolas Mayer                    | La Vague Citoyenne | 4 300        | 1,90         |             |             |        |        |
|               | Antoine Colin                    | LO                 | 3 310        | 1,46         |             |             |        |        |
|               | Élisabeth Lacote                 | ND                 | 2 657        | 1,17         |             |             |        |        |
|               | Jean-Philippe Alix               | UPR                | 2 169        | 0,96         |             |             |        |        |
|               |                                  |                    |              |              |             |             |        |        |
| Inscrits      | Inscrits                         | Inscrits           | 481 251      |              | 481 239     |             |        |        |
| Abstentions   | Abstentions                      | Abstentions        | 244 475      | 50,80        | 209 027     | 43,44       |        |        |
| Votants       | Votants                          | Votants            | 236 776      | 49,20        | 272 212     | 56,56       |        |        |
| Blancs        | Blancs                           | Blancs             | 5 570        | 1,16         | 5 952       | 1,24        |        |        |
| Nuls          | Nuls                             | Nuls               | 4 500        | 0,94         | 5 330       | 1,11        |        |        |
| Exprimés      | Exprimés                         | Exprimés           | 226 706      | 47,11        | 260 930     | 54,22       |        |        |

* liste du président sortant

#### Corrèze
| Tête de liste | Tête de liste         | Liste              | Premier tour | Premier tour | Second tour | Second tour | Sièges | Sièges |
| Tête de liste | Tête de liste         | Liste              | #            | %            | #           | %           | #      | %      |
| ------------- | --------------------- | ------------------ | ------------ | ------------ | ----------- | ----------- | ------ | ------ |
|               | Philippe Nauche*      | PS - PRG           | 27 200       | 28,94        | 47 026      | 44,02       | 5      | 62,50  |
|               | Mümine Özsoy          | EÉLV               | 4 203        | 4,47         | 47 026      | 44,02       | 5      | 62,50  |
|               | Françoise Béziat      | LR - UDI - MoDem   | 27 736       | 29,51        | 40 207      | 37,64       | 2      | 25,00  |
|               | Agnès Tarraso         | FN                 | 19 356       | 20,59        | 19 598      | 18,34       | 1      | 12,50  |
|               | Christian Audouin     | FG                 | 7 197        | 7,66         |             |             |        |        |
|               | Jean Pierre Faurie    | DLF                | 3 540        | 3,77         |             |             |        |        |
|               | Alain Gillie          | La Vague Citoyenne | 1 486        | 1,58         |             |             |        |        |
|               | Marie-Thérèse Coinaud | LO                 | 1 448        | 1,54         |             |             |        |        |
|               | Jean-Claude Simiot    | ND                 | 911          | 0,97         |             |             |        |        |
|               | Julien Magne          | UPR                | 911          | 0,97         |             |             |        |        |
|               |                       |                    |              |              |             |             |        |        |
| Inscrits      | Inscrits              | Inscrits           | 186 168      |              | 186 153     |             |        |        |
| Abstentions   | Abstentions           | Abstentions        | 84 904       | 45,61        | 71 787      | 38,56       |        |        |
| Votants       | Votants               | Votants            | 101 264      | 54,39        | 114 366     | 61,44       |        |        |
| Blancs        | Blancs                | Blancs             | 3 612        | 1,94         | 3 684       | 1,98        |        |        |
| Nuls          | Nuls                  | Nuls               | 3 664        | 1,97         | 3 851       | 2,07        |        |        |
| Exprimés      | Exprimés              | Exprimés           | 93 988       | 50,49        | 106 831     | 57,39       |        |        |

* liste du président sortant

#### Creuse
| Tête de liste | Tête de liste          | Liste              | Premier tour | Premier tour | Second tour | Second tour | Sièges | Sièges |
| Tête de liste | Tête de liste          | Liste              | #            | %            | #           | %           | #      | %      |
| ------------- | ---------------------- | ------------------ | ------------ | ------------ | ----------- | ----------- | ------ | ------ |
|               | Éric Correia*          | PS - PRG           | 11 780       | 27,28        | 21 613      | 42,79       | 3      | 75,00  |
|               | Jérôme Orvain          | EÉLV               | 2 102        | 4,87         | 21 613      | 42,79       | 3      | 75,00  |
|               | Victor Cyril           | LR - UDI - MoDem   | 11 750       | 27,21        | 18 251      | 36,13       | 1      | 25,00  |
|               | Martial Maume          | FN                 | 9 888        | 22,90        | 10 648      | 21,08       | 0      | 0,00   |
|               | Laurence Pache         | FG                 | 3 368        | 7,80         |             |             |        |        |
|               | Damien Demarigny       | DLF                | 1 736        | 4,02         |             |             |        |        |
|               | Jean-Jacques Lacarrère | LO                 | 840          | 1,95         |             |             |        |        |
|               | Pierre-Émile Aeck      | La Vague Citoyenne | 756          | 1,75         |             |             |        |        |
|               | Philippe Gombert       | UPR                | 481          | 1,11         |             |             |        |        |
|               | Yoanna Léon            | ND                 | 475          | 1,10         |             |             |        |        |
|               |                        |                    |              |              |             |             |        |        |
| Inscrits      | Inscrits               | Inscrits           | 94 745       |              | 94 745      |             |        |        |
| Abstentions   | Abstentions            | Abstentions        | 47 647       | 50,29        | 40 138      | 42,36       |        |        |
| Votants       | Votants                | Votants            | 47 098       | 49,71        | 54 607      | 57,64       |        |        |
| Blancs        | Blancs                 | Blancs             | 2 170        | 2,29         | 2 109       | 2,23        |        |        |
| Nuls          | Nuls                   | Nuls               | 1 752        | 1,85         | 1 986       | 2,10        |        |        |
| Exprimés      | Exprimés               | Exprimés           | 43 176       | 45,57        | 50 512      | 53,31       |        |        |

* liste du président sortant

#### Deux-Sèvres
| Tête de liste | Tête de liste          | Liste              | Premier tour | Premier tour | Second tour | Second tour | Sièges | Sièges |
| Tête de liste | Tête de liste          | Liste              | #            | %            | #           | %           | #      | %      |
| ------------- | ---------------------- | ------------------ | ------------ | ------------ | ----------- | ----------- | ------ | ------ |
|               | Nathalie Lanzi*        | PS - PRG           | 34 199       | 27,68        | 61 604      | 42,50       | 6      | 54,55  |
|               | Nicolas Gamache        | EÉLV               | 9 067        | 7,34         | 61 604      | 42,50       | 6      | 54,55  |
|               | Christelle Chassagne   | LR - UDI - MoDem   | 36 085       | 29,21        | 53 363      | 36,82       | 3      | 27,27  |
|               | Jean-Romée Charbonneau | FN                 | 26 857       | 21,74        | 29 974      | 20,68       | 2      | 18,18  |
|               | Carl Gendreau          | DLF                | 4 975        | 4,03         |             |             |        |        |
|               | Isabelle Godeau        | FG                 | 4 202        | 3,40         |             |             |        |        |
|               | Michel Faure           | La Vague Citoyenne | 2 463        | 1,99         |             |             |        |        |
|               | Ludovic Szotowski      | LO                 | 2 151        | 1,74         |             |             |        |        |
|               | Alain Morisseau        | ND                 | 2 112        | 1,71         |             |             |        |        |
|               | Joseph Abi Nader       | UPR                | 1 429        | 1,16         |             |             |        |        |
|               |                        |                    |              |              |             |             |        |        |
| Inscrits      | Inscrits               | Inscrits           | 271 646      |              | 271 620     |             |        |        |
| Abstentions   | Abstentions            | Abstentions        | 140 086      | 51,57        | 119 361     | 43,94       |        |        |
| Votants       | Votants                | Votants            | 131 560      | 48,43        | 152 259     | 56,06       |        |        |
| Blancs        | Blancs                 | Blancs             | 4 630        | 1,70         | 3 943       | 1,45        |        |        |
| Nuls          | Nuls                   | Nuls               | 3 390        | 1,25         | 3 375       | 1,24        |        |        |
| Exprimés      | Exprimés               | Exprimés           | 123 540      | 45,48        | 144 941     | 53,36       |        |        |

* liste du président sortant

#### Dordogne
| Tête de liste | Tête de liste         | Liste              | Premier tour | Premier tour | Second tour | Second tour | Sièges, | Sièges, |
| Tête de liste | Tête de liste         | Liste              | #            | %            | #           | %           | #       | %       |
| ------------- | --------------------- | ------------------ | ------------ | ------------ | ----------- | ----------- | ------- | ------- |
|               | Pascal Deguilhem*     | PS - PRG           | 52 154       | 32,13        | 83 443      | 45,87       | 9       | 64,3    |
|               | Lionel Frel           | EÉLV               | 7 972        | 4,91         | 83 443      | 45,87       | 9       | 64,3    |
|               | Antoine Audi          | LR - UDI - MoDem   | 38 221       | 23,55        | 54 912      | 30,19       | 3       | 21,4    |
|               | Robert Dubois         | FN                 | 40 225       | 24,78        | 43 539      | 23,94       | 2       | 14,3    |
|               | Laurent Péréa         | FG                 | 9 544        | 5,88         |             |             |         |         |
|               | Pascal Billat         | DLF                | 6 016        | 3,71         |             |             |         |         |
|               | Brigitte Maton        | La Vague Citoyenne | 2 991        | 1,84         |             |             |         |         |
|               | Anne-Isabelle Brivery | LO                 | 2 218        | 1,37         |             |             |         |         |
|               | Patrick Dumas         | ND                 | 1 581        | 0,97         |             |             |         |         |
|               | Cécile Butet Jany     | UPR                | 1 391        | 0,86         |             |             |         |         |
|               |                       |                    |              |              |             |             |         |         |
| Inscrits      | Inscrits              | Inscrits           | 312 162      |              | 312 175     |             |         |         |
| Abstentions   | Abstentions           | Abstentions        | 139 735      | 44,76        | 119 170     | 38,17       |         |         |
| Votants       | Votants               | Votants            | 172 427      | 55,24        | 193 005     | 61,83       |         |         |
| Blancs        | Blancs                | Blancs             | 5 127        | 1,64         | 5 358       | 1,72        |         |         |
| Nuls          | Nuls                  | Nuls               | 4 987        | 1,60         | 5 753       | 1,84        |         |         |
| Exprimés      | Exprimés              | Exprimés           | 162 313      | 52,00        | 181 894     | 58,27       |         |         |

* liste du président sortant

#### Gironde
| Tête de liste | Tête de liste     | Liste              | Premier tour | Premier tour | Second tour | Second tour | Sièges | Sièges |
| Tête de liste | Tête de liste     | Liste              | #            | %            | #           | %           | #      | %      |
| ------------- | ----------------- | ------------------ | ------------ | ------------ | ----------- | ----------- | ------ | ------ |
|               | Alain Rousset*    | PS - PRG           | 172 628      | 33,83        | 266 068     | 46,77       | 28     | 59,57  |
|               | Nicolas Thierry   | EÉLV               | 26 675       | 5,23         | 266 068     | 46,77       | 28     | 59,57  |
|               | Virginie Calmels  | LR - UDI - MoDem   | 139 997      | 27,43        | 187 710     | 33,00       | 12     | 25,53  |
|               | Jacques Colombier | FN                 | 113 895      | 22,32        | 115 065     | 20,23       | 7      | 14,89  |
|               | Vincent Maurin    | FG                 | 20 659       | 4,05         |             |             |        |        |
|               | Tony Lambert      | DLF                | 12 517       | 2,45         |             |             |        |        |
|               | Marie Bové        | La Vague Citoyenne | 8 743        | 1,71         |             |             |        |        |
|               | Johnny Hardy      | ND                 | 5 900        | 1,16         |             |             |        |        |
|               | Fanny Quandalle   | LO                 | 5 340        | 1,05         |             |             |        |        |
|               | Benoît Lamothe    | UPR                | 3 942        | 0,77         |             |             |        |        |
|               |                   |                    |              |              |             |             |        |        |
| Inscrits      | Inscrits          | Inscrits           | 1 046 873    |              | 1 046 756   |             |        |        |
| Abstentions   | Abstentions       | Abstentions        | 520 375      | 49,71        | 455 664     | 43,53       |        |        |
| Votants       | Votants           | Votants            | 526 498      | 50,29        | 591 092     | 56,47       |        |        |
| Blancs        | Blancs            | Blancs             | 8 823        | 0,84         | 11 717      | 1,12        |        |        |
| Nuls          | Nuls              | Nuls               | 7 379        | 0,70         | 10 532      | 1,01        |        |        |
| Exprimés      | Exprimés          | Exprimés           | 510 296      | 48,74        | 568 843     | 54,34       |        |        |

* liste du président sortant

#### Haute-Vienne
| Tête de liste | Tête de liste                 | Liste              | Premier tour | Premier tour | Second tour | Second tour | Sièges | Sièges |
| Tête de liste | Tête de liste                 | Liste              | #            | %            | #           | %           | #      | %      |
| ------------- | ----------------------------- | ------------------ | ------------ | ------------ | ----------- | ----------- | ------ | ------ |
|               | Gérard Vandenbroucke*         | PS - PRG           | 40 681       | 30,00        | 68 625      | 45,70       | 7      | 58,33  |
|               | Jean-Louis Pagès              | EÉLV               | 7 375        | 5,44         | 68 625      | 45,70       | 7      | 58,33  |
|               | Guillaume Guérin              | LR - UDI - MoDem   | 34 988       | 25,80        | 51 660      | 34,40       | 3      | 25,00  |
|               | Victor Gérard                 | FN                 | 29 699       | 21,90        | 29 891      | 19,90       | 2      | 16,67  |
|               | Pascale Rome                  | FG                 | 10 669       | 7,87         |             |             |        |        |
|               | Philippe Germain              | DLF                | 4 380        | 3,23         |             |             |        |        |
|               | Élisabeth Faucon              | LO                 | 2 386        | 1,76         |             |             |        |        |
|               | Michel Aucouturier            | La Vague Citoyenne | 2 351        | 1,73         |             |             |        |        |
|               | Jean Le Goff                  | ND                 | 1 793        | 1,32         |             |             |        |        |
|               | Eva Szustakiewicz-Di Battista | UPR                | 1 301        | 0,96         |             |             |        |        |
|               |                               |                    |              |              |             |             |        |        |
| Inscrits      | Inscrits                      | Inscrits           | 264 970      |              | 265 073     |             |        |        |
| Abstentions   | Abstentions                   | Abstentions        | 119 325      | 45,03        | 102 933     | 38,83       |        |        |
| Votants       | Votants                       | Votants            | 145 645      | 54,97        | 162 140     | 61,17       |        |        |
| Blancs        | Blancs                        | Blancs             | 4 847        | 1,83         | 5 450       | 2,06        |        |        |
| Nuls          | Nuls                          | Nuls               | 5 175        | 1,95         | 6 514       | 2,46        |        |        |
| Exprimés      | Exprimés                      | Exprimés           | 135 623      | 51,18        | 150 176     | 56,65       |        |        |

* liste du président sortant

#### Landes
| Tête de liste | Tête de liste                 | Liste              | Premier tour | Premier tour | Second tour | Second tour | Sièges | Sièges |
| Tête de liste | Tête de liste                 | Liste              | #            | %            | #           | %           | #      | %      |
| ------------- | ----------------------------- | ------------------ | ------------ | ------------ | ----------- | ----------- | ------ | ------ |
|               | Renaud Lagrave*               | PS - PRG           | 54 583       | 35,33        | 81 423      | 47,79       | 8      | 61,54  |
|               | Laurence Motoman              | EÉLV               | 6 248        | 4,04         | 81 423      | 47,79       | 8      | 61,54  |
|               | Pascale Requenna              | LR - UDI - MoDem   | 40 410       | 26,16        | 55 645      | 32,66       | 3      | 23,08  |
|               | Christian Houquet             | FN                 | 32 875       | 21,28        | 33 322      | 19,56       | 2      | 15,38  |
|               | Alain Baché                   | FG                 | 7 851        | 5,08         |             |             |        |        |
|               | Marie Pilar Losada-Lemarchand | DLF                | 4 779        | 3,09         |             |             |        |        |
|               | Nora Azzouzi                  | La Vague Citoyenne | 2 720        | 1,76         |             |             |        |        |
|               | Guy Dupont                    | LO                 | 1 893        | 1,23         |             |             |        |        |
|               | Rémi Backès                   | ND                 | 1 695        | 1,10         |             |             |        |        |
|               | Antoine da Costa              | UPR                | 1 448        | 0,94         |             |             |        |        |
|               |                               |                    |              |              |             |             |        |        |
| Inscrits      | Inscrits                      | Inscrits           | 303 978      |              | 303 972     |             |        |        |
| Abstentions   | Abstentions                   | Abstentions        | 142 298      | 46,81        | 125 053     | 41,14       |        |        |
| Votants       | Votants                       | Votants            | 161 680      | 53,19        | 178 919     | 58,86       |        |        |
| Blancs        | Blancs                        | Blancs             | 3 957        | 1,30         | 4 433       | 1,46        |        |        |
| Nuls          | Nuls                          | Nuls               | 3 221        | 1,06         | 4 096       | 1,35        |        |        |
| Exprimés      | Exprimés                      | Exprimés           | 154 502      | 50,83        | 170 390     | 56,05       |        |        |

* liste du président sortant

#### Lot-et-Garonne
| Tête de liste | Tête de liste             | Liste              | Premier tour | Premier tour | Second tour | Second tour | Sièges | Sièges |
| Tête de liste | Tête de liste             | Liste              | #            | %            | #           | %           | #      | %      |
| ------------- | ------------------------- | ------------------ | ------------ | ------------ | ----------- | ----------- | ------ | ------ |
|               | Matthias Fekl*            | PS - PRG           | 31 671       | 26,22        | 53 512      | 38,70       | 5      | 55,56  |
|               | Maryse Combres            | EÉLV               | 5 900        | 4,88         | 53 512      | 38,70       | 5      | 55,56  |
|               | Étienne Bousquet Cassagne | FN                 | 38 453       | 31,84        | 42 771      | 30,93       | 2      | 22,22  |
|               | Marie Costes              | LR - UDI - MoDem   | 28 804       | 23,85        | 41 992      | 30,37       | 2      | 22,22  |
|               | José Gonzalez             | FG                 | 5 165        | 4,28         |             |             |        |        |
|               | Yvon Setze                | DLF                | 5 099        | 4,22         |             |             |        |        |
|               | François Gibert           | La Vague Citoyenne | 1 914        | 1,58         |             |             |        |        |
|               | Jean-Philippe Delcamp     | LO                 | 1 575        | 1,30         |             |             |        |        |
|               | Muriel Duhil              | UPR                | 1 159        | 0,96         |             |             |        |        |
|               | Jacques Bozétie           | ND                 | 1 046        | 0,87         |             |             |        |        |
|               |                           |                    |              |              |             |             |        |        |
| Inscrits      | Inscrits                  | Inscrits           | 240 471      |              | 240 442     |             |        |        |
| Abstentions   | Abstentions               | Abstentions        | 113 029      | 47,00        | 94 532      | 39,32       |        |        |
| Votants       | Votants                   | Votants            | 127 442      | 53,00        | 145 910     | 60,68       |        |        |
| Blancs        | Blancs                    | Blancs             | 3 620        | 1,51         | 3 763       | 1,57        |        |        |
| Nuls          | Nuls                      | Nuls               | 3 036        | 1,26         | 3 872       | 1,61        |        |        |
| Exprimés      | Exprimés                  | Exprimés           | 120 786      | 50,23        | 138 275     | 57,51       |        |        |

* liste du président sortant

#### Pyrénées-Atlantiques
| Tête de liste | Tête de liste        | Liste              | Premier tour | Premier tour | Second tour | Second tour | Sièges | Sièges |
| Tête de liste | Tête de liste        | Liste              | #            | %            | #           | %           | #      | %      |
| ------------- | -------------------- | ------------------ | ------------ | ------------ | ----------- | ----------- | ------ | ------ |
|               | Bernard Uthurry*     | PS - PRG           | 76 424       | 32,79        | 127 180     | 47,85       | 13     | 59,09  |
|               | Alice Leiciagueçahar | EÉLV               | 13 589       | 5,83         | 127 180     | 47,85       | 13     | 59,09  |
|               | Monique Sémavoine    | LR - UDI - MoDem   | 65 875       | 28,27        | 93 559      | 35,20       | 6      | 27,27  |
|               | Jean-Michel Iratchet | FN                 | 43 135       | 18,51        | 45 058      | 16,95       | 3      | 13,64  |
|               | Isabelle Larrouy     | FG                 | 10 824       | 4,64         |             |             |        |        |
|               | Pascal Lesellier     | DLF                | 7 292        | 3,13         |             |             |        |        |
|               | David Grosclaude     | La Vague Citoyenne | 6 304        | 2,71         |             |             |        |        |
|               | Frédéric Pic         | ND                 | 3 942        | 1,69         |             |             |        |        |
|               | Mohamed El Mabati    | LO                 | 3 413        | 1,46         |             |             |        |        |
|               | Romain Doimo         | UPR                | 2 245        | 0,96         |             |             |        |        |
|               |                      |                    |              |              |             |             |        |        |
| Inscrits      | Inscrits             | Inscrits           | 499 959      |              | 499 870     |             |        |        |
| Abstentions   | Abstentions          | Abstentions        | 254 512      | 50,91        | 218 942     | 43,80       |        |        |
| Votants       | Votants              | Votants            | 245 447      | 49,09        | 280 928     | 56,20       |        |        |
| Blancs        | Blancs               | Blancs             | 7 541        | 1,51         | 8 681       | 1,74        |        |        |
| Nuls          | Nuls                 | Nuls               | 4 863        | 0,97         | 6 450       | 1,29        |        |        |
| Exprimés      | Exprimés             | Exprimés           | 233 043      | 46,61        | 265 797     | 53,17       |        |        |

* liste du président sortant

#### Vienne
| Tête de liste | Tête de liste           | Liste              | Premier tour | Premier tour | Second tour | Second tour | Sièges | Sièges |
| Tête de liste | Tête de liste           | Liste              | #            | %            | #           | %           | #      | %      |
| ------------- | ----------------------- | ------------------ | ------------ | ------------ | ----------- | ----------- | ------ | ------ |
|               | Jean-François Macaire*  | PS - PRG           | 39 463       | 27,20        | 70 455      | 42,26       | 7      | 58,33  |
|               | Léonore Moncond'huy     | EÉLV               | 10 693       | 7,37         | 70 455      | 42,26       | 7      | 58,33  |
|               | Olivier Chartier        | LR - UDI - MoDem   | 40 002       | 27,57        | 58 122      | 34,86       | 3      | 25,00  |
|               | Alain Verdin            | FN                 | 34 721       | 23,93        | 38 132      | 22,87       | 2      | 16,67  |
|               | Myriam Rossignol        | FG                 | 6 704        | 4,62         |             |             |        |        |
|               | Guillaume Verdier       | DLF                | 5 149        | 3,55         |             |             |        |        |
|               | Ludovic Gaillard        | LO                 | 2 640        | 1,82         |             |             |        |        |
|               | Guy Eyermann            | La Vague Citoyenne | 2 452        | 1,69         |             |             |        |        |
|               | Amandine Brugière       | ND                 | 1 708        | 1,18         |             |             |        |        |
|               | Sascha-Lou Rey Capdepon | UPR                | 1 540        | 1,06         |             |             |        |        |
|               |                         |                    |              |              |             |             |        |        |
| Inscrits      | Inscrits                | Inscrits           | 306 368      |              | 306 348     |             |        |        |
| Abstentions   | Abstentions             | Abstentions        | 153 059      | 49,96        | 130 686     | 42,66       |        |        |
| Votants       | Votants                 | Votants            | 153 309      | 50,04        | 175 662     | 57,34       |        |        |
| Blancs        | Blancs                  | Blancs             | 4 342        | 1,42         | 4 540       | 1,48        |        |        |
| Nuls          | Nuls                    | Nuls               | 3 895        | 1,27         | 4 413       | 1,44        |        |        |
| Exprimés      | Exprimés                | Exprimés           | 145 072      | 47,35        | 166 709     | 54,42       |        |        |

* liste du président sortant

### Assemblée régionale élue
| Département                 | EÉLV | PS, DVG et apparentés | PRG | MoDem | UDI | LR, DVD et apparentés | CPNT | FN | Total |
| --------------------------- | ---- | --------------------- | --- | ----- | --- | --------------------- | ---- | -- | ----- |
| Département                 |      |                       |     |       |     |                       |      |    |       |
| Charente                    | 1    | 5                     | 0   | 0     | 1   | 2                     | 0    | 2  | 11    |
| Charente-Maritime           | 2    | 6                     | 2   | 1     | 1   | 4                     | 0    | 4  | 20    |
| Corrèze                     | 1    | 4                     | 0   | 0     | 1   | 1                     | 0    | 1  | 8     |
| Creuse                      | 1    | 2                     | 0   | 0     | 0   | 1                     | 0    | 0  | 4     |
| Dordogne                    | 1    | 8                     | 0   | 0     | 1   | 2                     | 0    | 2  | 14    |
| Gironde                     | 4    | 22                    | 2   | 2     | 2   | 7                     | 1    | 7  | 47    |
| Landes                      | 1    | 7                     | 0   | 1     | 0   | 2                     | 0    | 2  | 13    |
| Lot-et-Garonne              | 1    | 4                     | 0   | 0     | 1   | 1                     | 0    | 2  | 9     |
| Pyrénées-Atlantiques        | 2    | 11                    | 0   | 3     | 0   | 3                     | 0    | 3  | 22    |
| Deux-Sèvres                 | 1    | 4                     | 1   | 0     | 2   | 1                     | 0    | 2  | 11    |
| Vienne                      | 2    | 5                     | 0   | 0     | 1   | 2                     | 0    | 2  | 12    |
| Haute-Vienne                | 1    | 6                     | 0   | 0     | 1   | 2                     | 0    | 2  | 12    |
| Nombre total de conseillers | 18   | 84                    | 5   | 7     | 11  | 28                    | 1    | 29 | 183   |